# Церковь Святого Михаила (Люнебург)
Церковь Святого Михаила (нем. Sankt Michaelis) — одна из крупнейших церквей ганзейского города Люнебург (земля Нижняя Саксония), ранее являвшаяся монастырской церковью при бывшем бенедиктинском монастыре Святого Михаила; датируется XIV веком и является памятником архитектуры; известна тем, что местную церковную школу окончил Иоганн Себастьян Бах.